# Церковь Святых Космы и Дамиана (Бартне, грекокатолическая)
 Памятник культуры Малопольского воеводства: регистрационный номер А-826 от  14 апреля 1997 года.
Церковь святых Космы и Дамиана (пол. Cerkiew Świętych Kosmy i Damiana) — бывшая грекокатолическая церковь, находящаяся в селе Бартне, гмина Сенкова, Горлицкий повят, Малопольское воеводство. Церковь освящена в честь святых Космы и Дамиана. В настоящее время является филиалом музея шляхетских родов Карвацианов и Гладышов в Горлице. Архитектурный памятник Подкарпатского воеводства, входящий в туристический маршрут «Путь деревянной архитектуры».

## История
Церковь была построена в 1784 году в характерном стиле лемковской деревянной архитектуры. Рубленная церковь имеет три купола, которые покрыты гонтом XVIII века.
Церковь действовала до 1946 года, когда большинство жителей села переселилось в окрестности Львова и Тернополя.
14 апреля 1997 года церковь была внесена в реестр охраняемых исторических памятников (А-826).
В настоящее время является филиалом музея шляхетских родов Карвацианов и Гладышев, который находится в городе Горлице. В храме демонстрируются предметы лемковской художественной культуры, иконостас XVIII века, боковой алтарь 1797 года и икона Пресвятой Богородицы с младенцем Иисусом XVIII века.
Для посещения храма необходимо обращаться в дом № 25.

## Источник
- G. i Z. Malinowscy, E. i P. Marciniszyn, Ikony i cerkwie. Tajemnice łemkowskich świątyń, Carta Blanca, Warszawa 2009, ISBN 978-83-61444-15-2